# Motocyklowe Grand Prix Stanów Zjednoczonych
Motocyklowe Grand Prix Stanów Zjednoczonych – eliminacja Mistrzostw Świata Motocyklowych Mistrzostw Świata rozgrywana z przerwami od 1961 roku.

## Historia
Pierwsze zawody o Grand Prix USA miały miejsce w 1961 roku na torze Daytona International Speedway, jednak nie zaliczały się one do cyklu motocyklowych mistrzostw świata. Rozegrano wyścigi w dwóch klasach. W pierwszych zawodach wygrali Japończyk Moto Kitano w klasie 125 cm³, a klasie 500 cm³ – Amerykanin Tony Godfrey. W następnym roku Japończyk Kunimitsu Takahashi zwyciężył w trzech klasach: 50 cm³, 125 cm³ i 500 cm³. W klasie 250 cm³ wygrał wówczas Jess Thomas. W 1963 roku w klasie 50 cm³ zwyciężył Japończyk Mitsuo Itō. Jego rodak Fumio Ito tryumfował w dwieście pięćdziesiątkach, w 125 cm³ wygrał Niemiec urodzony w Gliwicach Ernst Degner. W najwyższej klasie (500 cm³) wygrał reprezentant gospodarzy Don Vesco. Od następnej edycji Grand Prix Stanów Zjednoczonych było już włączone do mistrzostw świata. Hugh Anderson wygrał wyścigi w klasach 50 cm³ i 125 cm³, Alan Shepherd wygrał w klasie 250 cm³ a w 500 cm³ wygrał Mike Hailwood. W 1964 Mike Hailwood ponownie wygrał klasie 500 cm³, Ernst Degner wygrał w 50 cm³, 125 cm³ ponownie wygrał Hugh Anderson, a w klasie 250 cm³ wygrał Phil Read. Po 1965 zrezygnowano z wyścigów w Stanach Zjednoczonych.
Kolejna edycja Grand Prix USA wróciła do kalendarza mistrzostw świata po 23 latach. Tym razem na torze Laguna Seca 10 kwietnia rozegrano dwa wyścigi. W obydwu wygrywali gospodarze. W latach 1989 i 1990 również wygrali zawodnicy gospodarzy: Wayne Rainey w 500 cm³ i John Kocinski w klasie 250 cm³. Od 1991 do 1994 roku (bez 1992, kiedy to nie odbyły się zawody) decydującą rolę odgrywali tutaj Włosi, którzy wygrali w ciągu kolejnych trzech lat cztery z ośmiu wyścigów. W 1995 roku po raz kolejny przerwano rozgrywanie wyścigów w Stanach Zjednoczonych. Dopiero po jedenastu latach wyścig o Grand Prix USA na stałe wpisał się do kalendarza mistrzostw, jednak tylko wśród klasy MotoGP. W czerwcu 2008 roku Dorna Sports S.L. sprawująca władzę nad MotoGP, podpisała z szefami Mazda Raceway Laguna Seca kontrakt na organizowanie wyścigów do 2014 roku.

## Lista zwycięzców
| Rok  | Tor         | Data             | 50 cm³              | 125 cm³             | 250 cm³         | MotoGP              |
| ---- | ----------- | ---------------- | ------------------- | ------------------- | --------------- | ------------------- |
| 2011 | Laguna Seca | 24 lipca 2011    |                     |                     |                 | Casey Stoner        |
| 2010 | Laguna Seca | 25 lipca 2010    |                     |                     |                 | Jorge Lorenzo       |
| 2009 | Laguna Seca | 5 lipca 2009     |                     |                     |                 | Daniel Pedrosa      |
| 2008 | Laguna Seca | 20 lipca 2008    |                     |                     |                 | Valentino Rossi     |
| 2007 | Laguna Seca | 22 lipca 2007    |                     |                     |                 | Casey Stoner        |
| 2006 | Laguna Seca | 23 lipca 2006    |                     |                     |                 | Nicky Hayden        |
| 2005 | Laguna Seca | 10 czerwca 2005  |                     |                     |                 | Nicky Hayden        |
| Rok  | Tor         | Data             | 50 cm³              | 125 cm³             | 250 cm³         | 500 cm³             |
| 1994 | Laguna Seca | 11 września 1994 |                     | Takeshi Tsujimura   | Doriano Romboni | Luca Cadalora       |
| 1993 | Laguna Seca | 12 września 1993 |                     | Dirk Raudies        | Loris Capirossi | John Kocinski       |
| 1991 | Laguna Seca | 21 kwietnia 1991 |                     |                     | Luca Cadalora   | Wayne Rainey        |
| 1990 | Laguna Seca | 8 kwietnia 1990  |                     |                     | John Kocinski   | Wayne Rainey        |
| 1989 | Laguna Seca | 16 kwietnia 1989 |                     |                     | John Kocinski   | Wayne Rainey        |
| 1988 | Laguna Seca | 10 kwietnia 1988 |                     |                     | Jim Filice      | Eddie Lawson        |
| 1965 | Daytona     | 20 marca 1965    | Ernst Degner        | Hugh Anderson       | Phil Read       | Mike Hailwood       |
| 1964 | Daytona     | 2 lutego 1964    | Hugh Anderson       | Hugh Anderson       | Alan Shepherd   | Mike Hailwood       |
| 1963 | Daytona     | 10 lutego 1963   | Mitsuo Itō          | Ernst Degner        | Fumio Ito       | Don Vesco           |
| 1962 | Daytona     | 4 lutego 1962    | Kunimitsu Takahashi | Kunimitsu Takahashi | Jess Thomas     | Kunimitsu Takahashi |
| 1961 | Daytona     | 12 lutego 1961   |                     | Moto Kitano         |                 | Tony Godfrey        |

Najwięcej zwycięstw wśród narodowości w Grand Prix Stanów Zjednoczonych mają Amerykanie (13 z 39 wyścigów). Sześć wygranych mają Japończycy, pięć mają Włosi, cztery – Brytyjczycy, po trzy Nowozelandczyk Hugh Anderson i Niemcy (2 – jako NRD, 1 – Niemcy), dwa zwycięstwa zdobyli reprezentanci Hiszpanii oraz Australijczyk Casey Stoner.
Liczba zwycięstw (kierowcy):
- 3 – John Kocinski, Wayne Rainey, Hugh Anderson, Kunimitsu Takahashi
- 2 – Ernst Degner, Mike Hailwood, Luca Cadalora, Nicky Hayden, Casey Stoner
- 1 – Moto Kitano, Tony Godfrey, Jess Thomas, Mitsuo Itō, Fumio Ito, Don Vasco, Alan Shepherd, Phil Read, Eddie Lawson, Jim Filice, Dirk Raudies, Loris Capirossi, Doriano Romboni, Takeshi Tsujimura, Valentino Rossi, Daniel Pedrosa, Jorge Lorenzo